# زمین سیاه
زمین سیاه، روستایی از توابع بخش احمدی  شهرستان حاجی‌آباد در استان هرمزگان ایران است.

## جمعیت
این روستا در دهستان آشکارا قرار دارد و براساس سرشماری مرکز آمار ایران در سال ۱۳۸۵، جمعیت آن ۱۶۱ نفر (۴۳خانوار) بوده‌است.